# Cura Mallín
Cura Mallin es una zona o paraje del norte de la provincia del Neuquén, República Argentina, limita al oeste con el río Neuquén, sus principales características geográficas son sus montañas y arroyos que contienen un gran potencial minero.

## Historia del oro
Fueron los jesuitas los que comenzaron la actividad minera en el lugar; las primeras manifestaciones fueron de oro, mineral que atrajo un sinnúmero de personas a la zona, con la finalidad de explotar este preciado metal; principalmente las explotaciones se llevaron a cabo sobre filones en la costa del río Neuquén y en el Aº Milla Michi Co, palabra del léxico Mapuche, que significa oro debajo del agua, estas actividades se desarrollaron a partir del año 1880 y los resultados fueron muy importantes, ya que se extrajeron más de 50 kg del noble metal.

## Explotación de la Baritina
Se explotó una mina de Baritina o espato pesado que se llamó Arroyo Nuevo, la misma fue de propiedad de la Firma Sapag Hnos, sus propietarios fueron los hermanos, Elías Sapag, Felipe Sapag, Amado Sapag y José Sapag , se trabajó durante 43 años, a partir de 1955, produciendo una riqueza de más de 50 millones de dólares de EE. UU., lo que benefició a esa Empresa, a las firmas instaladas en la zona de Chos Malal y a más de 180 obreros que a lo largo de esos años pudieron desarrollarse económicamente, esto trajo aparejado la construcción de caminos, viviendas, escuela, centro asistencial y una línea de energía eléctrica de alta tensión, el producto era vendido a las empresas petroleras que lo utilizaban para la perforación de los pozos petrolíferos, se vendía a empresas que fabricaban pintura, Palas Cargadoras, y sales de bario. El avance tecnológico hizo que el mineral fuera disminuyendo en su necesidad de empleo y la mina se terminó cerrando en el año 1998.

## Capilla
En el interior del yacimiento se entronizó la imagen de la virgen de Santa Bárbara, cuando la mina aún estaba en actividad y fue motivo ello, para que todos los años de visitas de hombres y mujeres que venían de todos los rincones del norte Neuquino, principalmente de Andacollo, Las Ovejas y Chos Malal a rendirle culto.

## Centro sanitario y escuela
En el paraje Cura Mallin existe un centro sanitario del gobierno de la provincia del Neuquén, para atender a los pobladores de esa zona. Además el sector cuenta con una escuela primaria (Escuela N.º 219), administrada por el Consejo de Educación de la provincia.